# Gedenkorte der Neubauer-Poser-Gruppe
Diese Liste enthält eine Aufstellung der Gedenkorte der Neubauer-Poser-Gruppe. Sie erhebt keinen Anspruch auf Vollständigkeit.
| Name             | REF   | Art                    | Stadt                     | Stadtteil                       | Straße                      | Bemerkungen                                                                                        |
| ---------------- | ----- | ---------------------- | ------------------------- | ------------------------------- | --------------------------- | -------------------------------------------------------------------------------------------------- |
| Franz Böhm       |       | Schule                 | Frankfurt/Main            |                                 |                             | „Franz-Böhm-Schule“ (Berufsschule)                                                                 |
| Richard Eyermann |       | Straße                 | Erfurt                    |                                 |                             | Ein nach Richard Eyermann benannter Ring in Erfurt wurde 1992 in Julius-Leber-Ring umbenannt.      |
| Richard Eyermann |       | Schule                 | Erfurt                    |                                 |                             | Die ehemalige POS „Richard Eyermann“ in Erfurt beherbergt seit 1991 die Grundschule am Roten Berg. |
| Erich Gutenberg  |       | Gedenktafel            | Jena                      |                                 | Wildstraße 12               | |
| Ricarda Huch     |       | Gedenktafel            | Jena                      |                                 | Ricarda-Huch-Weg 26         | |
| Hugo Meister     |       | Stolperstein           | Gotha                     |                                 | Schützenallee 26            | |
| Theodor Neubauer |       | Park                   | Bad Tabarz                |                                 |                             | Theodor-Neubauer-Park                                                                              |
| Theodor Neubauer |       | Stolperstein           | Bad Tabarz                |                                 | Lauchagrundstr. 33 oder 13  | |
| Theodor Neubauer |       | Ehrenmal               | ZH Brandenburg-Görden     |                                 |                             | |
| Theodor Neubauer |       | Gedenkstein            | Bad Tabarz                |                                 | Lauchagrundstr. 13          | |
| Theodor Neubauer |       | Gedenktafel            | Berlin                    | Mitte                           | in der Nähe vom Reichstag   | |
| Theodor Neubauer |       | Straße                 | Halle/Saale               |                                 | Theodor-Neubauer-Straße     | |
| Theodor Neubauer |       | Straße                 | Schwedt                   | Zentrum                         | Theodor-Neubauer-Straße     | |
| Theodor Neubauer |       | Straße                 | Gera                      |                                 | Dr.-Theodor-Neubauer-Straße | |
| Theodor Neubauer |       | Straße                 | Leipzig                   | (Anger-Crottendorf, Bezirk Ost) | Theodor-Neubauer-Straße     | |
| Theodor Neubauer |       | Straße                 | Oranienburg               |                                 | Theodor-Neubauer-Straße     | |
| Theodor Neubauer |       | Straße                 | Fürstenwalde              |                                 | Theodor-Neubauer-Straße     | |
| Magnus Poser     | [ 1 ] | Gedenktafel            | Jena                      |                                 | Karl-Liebknecht-Straße 55   | |
| Magnus Poser     |       | Gedenkstätte           | Jena                      |                                 | Karl-Liebknecht-Straße 55   | bis 1989                                                                                           |
| Magnus Poser     |       | Gedenkstätte/Ehrenhain | Jena                      |                                 |                             | Nordfriedhof Portraitbüste                                                                         |
| Magnus Poser     |       | Schule                 | Jena                      |                                 |                             | POS während der DDR                                                                                |
| Magnus Poser     |       | Schule                 | Lippersdorf-Erdmannsdorf  |                                 |                             | POS während der DDR                                                                                |
| Magnus Poser     |       | Schule                 | Bürgel (Thüringen)        |                                 |                             | POS während der DDR                                                                                |
| Magnus Poser     |       | Schule                 | Zwochau                   |                                 |                             | Berufsschule während der DDR                                                                       |
| Magnus Poser     |       | Schule                 | Apolda                    |                                 |                             | Förderschule während der DDR                                                                       |
| Magnus Poser     |       | Schule                 | Delitzsch                 |                                 |                             | Berufsschule während der DDR                                                                       |
| Magnus Poser     |       | Schule                 | Saalfeld                  |                                 |                             | POS während der DDR                                                                                |
| Magnus Poser     |       | Schule                 | Mittelpöllnitz            |                                 |                             | POS während der DDR                                                                                |
| Magnus Poser     |       | Schule                 | Ottendorf (Thüringen)     |                                 |                             | POS während der DDR                                                                                |
| Magnus Poser     |       | Schule                 | Lehesten (Thüringer Wald) |                                 |                             | POS während der DDR                                                                                |
| Magnus Poser     |       | Schule                 | Frauenprießnitz           |                                 |                             | POS während der DDR                                                                                |
| Magnus Poser     |       | Schule                 | Lengfeld (Thüringen)      |                                 |                             | POS während der DDR                                                                                |
| Magnus Poser     |       | Schule                 | Gera                      |                                 |                             | POS während der DDR                                                                                |
| Magnus Poser     |       | Schule                 | Bad Salzungen             |                                 |                             | POS während der DDR                                                                                |
| Magnus Poser     |       | Schule                 | Zella-Mehlis              |                                 |                             | POS Magnus-Poser-Schule bis 1991                                                                   |
| Magnus Poser     |       | Straße                 | Leipzig                   | Schönefeld                      | Poserstraße                 | |
| Magnus Poser     |       | Straße                 | Gera                      |                                 | Magnus-Poser-Straße         | während der DDR                                                                                    |
| Magnus Poser     |       | Straße                 | Oberhof                   |                                 | Magnus-Poser-Straße         | |
| Magnus Poser     |       | Straße                 | Fürstenwalde              |                                 | Magnus-Poser-Straße         | |
| Magnus Poser     |       | Straße                 | Zella-Mehlis              |                                 | Magnus-Poser-Straße         | |
| Magnus Poser     |       | Straße                 | Jena                      | Wenigenjena                     | Magnus-Poser-Straße         | |
| Magnus Poser     |       | Druckerei              | Jena                      |                                 |                             | |
| Magnus Poser     |       | Sportveranstaltung     |                           |                                 |                             | Jenaer Kernberglauf mit dem Untertitel „zum Gedenken an Magnus Poser“ 1977–1989                    |
| Magnus Poser     |       | Jugendclub der FDJ     | Jena                      |                                 |                             | |
| Magnus Poser     |       | Betriebsferienlager    | Remschütz                 |                                 |                             | VEB Carl Zeiss Jena/Betriebsferienlager „Magnus Poser“.                                            |
| Magnus Poser     |       | Erholungsheim          | Bad Blankenburg           |                                 |                             | FDGB-Erholungsheim bis 1990                                                                        |
| Magnus Poser     |       | Kindergarten           | Stadtroda                 |                                 |                             | nach der Wende geschlossen                                                                         |
| Gerhard von Rad  | [ 2 ] | Gedenktafel            | Jena                      |                                 | Löbdergraben 15a            | |

| Name             | REF | Art        | Sonstiges            |
| ---------------- | --- | ---------- | -------------------- |
| Magnus Poser     |     | Briefmarke | DDR 1970, 20 Pfennig |
| Theodor Neubauer |     | Briefmarke | DDR 1970, 20 Pfennig |